# Turul Dobrogei 2010
Turul Dobrogei 2010 a fost cea de-a 11 -a ediție a competiției naționale de ciclism organizată de Federația Română de Ciclism și Triatlon.

## Etape

### Prolog
Joi, 20 mai: Constanța, contratimp individual, 5 km
|    | Ciclist                 | Echipă                     | Timp    |
| -- | ----------------------- | -------------------------- | ------- |
| 1  | Serghei Tvetcov (MDA)   | Tușnad Cycling Team        | 05:55.8 |
| 2  | Hristomir Angelov (BUL) | SK Dobrich 1905            | +2s     |
| 3  | Florin Saveliu (ROU)    | Bilal 2000 Constanța       | +7s     |
| 4  | Sergiu Cioban (MDA)     | Olimpic Team Autoconstruct | +9s     |
| 5  | Krasimir Vasiliev (BUL) | SK Dobrich 1905            | +9s     |
| 6  | Alexandru Ciocan (ROU)  | Dinamo Scorseze            | +11s    |
| 7  | Eduard Novak (ROU)      | Tușnad Cycling Team        | +17s    |
| 8  | Radostin Yordanov (BUL) | SK Dobrich 1905            | +23s    |
| 9  | Lucian Logigan (ROU)    | Mureșul Târgu Mureș        | +25s    |
| 10 | Răzvan Jugănaru (ROU)   | Dinamo Scorseze            | +26s    |

### Etapa 1
Joi, 20 mai: Constanța – Mangalia – Constanța, 77 km
|    | Ciclist                 | Echipă                     | Timp     |
| -- | ----------------------- | -------------------------- | -------- |
| 1  | Andrea Pinos (ITA)      | Tușnad Cycling Team        | 01:46:45 |
| 2  | Victor Mironov (MDA)    | Olimpic Team Autoconstruct | a.t.     |
| 3  | Alexandr Braico (MDA)   | Olimpic Team Autoconstruct | a.t.     |
| 4  | Hristomir Angelov (BUL) | SK Dobrich 1905            | a.t.     |
| 5  | Sorin Irog (MDA)        | Moldova                    | a.t.     |
| 6  | Bezeliuc Denis (MDA)    | Moldova                    | a.t.     |
| 7  | Ovidiu Mitran (ROU)     | Bilal 2000 Constanța       | a.t.     |
| 8  | Florin Saveliu (ROU)    | Bilal 2000 Constanța       | a.t.     |
| 9  | Anatol Crudu (MDA)      | Moldova                    | a.t.     |
| 10 | Serghei Tvetcov (MDA)   | Tușnad Cycling Team        | a.t.     |

### Etapa 2
Vineri, 21 mai: Constanța – Negru Vodă – Mangalia – Constanța, 127 km
|    | Ciclist                 | Echipă                     | Timp     |
| -- | ----------------------- | -------------------------- | -------- |
| 1  | Sergiu Cioban (MDA)     | Olimpic Team Autoconstruct | 02:55:00 |
| 2  | Alexandru Ciocan (ROU)  | Dinamo Scorseze            | +5s      |
| 3  | Victor Mironov (MDA)    | Olimpic Team Autoconstruct | +5s      |
| 4  | Andrea Pinos (ITA)      | Tușnad Cycling Team        | +5s      |
| 5  | Sorin Irog (MDA)        | Moldova                    | +5s      |
| 6  | Anatol Crudu (MDA)      | Moldova                    | +5s      |
| 7  | Alexandr Braico (MDA)   | Olimpic Team Autoconstruct | +5s      |
| 8  | Bezeliuc Denis (MDA)    | Moldova                    | +5s      |
| 9  | Hristomir Angelov (BUL) | SK Dobrich 1905            | +5s      |
| 10 | Ovidiu Mitran (ROU)     | Bilal 2000 Constanța       | +5s      |

### Etapa 3
Sâmbătă, 22 mai: Constanța – Tariverde – Constanța, 92 km
|    | Ciclist                 | Echipă                     | Timp     |
| -- | ----------------------- | -------------------------- | -------- |
| 1  | Krasimir Vasiliev (BUL) | SK Dobrich 1905            | 02:10:31 |
| 2  | Alexandru Ciocan (ROU)  | Dinamo Scorseze            | a.t.     |
| 3  | Andrea Pinos (ITA)      | Tușnad Cycling Team        | +7s      |
| 4  | Serghei Tvetcov (MDA)   | Tușnad Cycling Team        | +7s      |
| 5  | Sorin Irog (MDA)        | Moldova                    | +7s      |
| 6  | Ovidiu Mitran (ROU)     | Bilal 2000 Constanța       | +7s      |
| 7  | Bezeliuc Denis (MDA)    | Moldova                    | +7s      |
| 8  | Sergiu Cioban (MDA)     | Olimpic Team Autoconstruct | +7s      |
| 9  | Florin Saveliu (ROU)    | Bilal 2000 Constanța       | +7s      |
| 10 | Victor Mironov (MDA)    | Olimpic Team Autoconstruct | +7s      |

### Etapa 4
Duminică, 23 mai: Circuit Constanța, 63 km
|    | Ciclist                   | Echipă                     | Timp     |
| -- | ------------------------- | -------------------------- | -------- |
| 1  | Sergiu Cioban (MDA)       | Olimpic Team Autoconstruct | 01:49:07 |
| 2  | Alexandru Ciocan (ROU)    | Dinamo Scorseze            | a.t.     |
| 3  | Serghei Tvetcov (MDA)     | Tușnad Cycling Team        | a.t.     |
| 4  | Krasimir Vasiliev (BUL)   | SK Dobrich 1905            | a.t.     |
| 5  | Daniel Crista (ROU)       | Dinamo Scorseze            | a.t.     |
| 6  | Ovidiu Mitran (ROU)       | Bilal 2000 Constanța       | a.t.     |
| 7  | Florin Saveliu (ROU)      | Bilal 2000 Constanța       | a.t.     |
| 8  | Ștefan Morcov (ROU)       | Bilal 2000 Constanța       | a.t.     |
| 9  | Răzvan Jugănaru (ROU)     | Dinamo Scorseze            | a.t.     |
| 10 | Alexandr Ovstovschi (MDA) | Moldova                    | a.t.     |

### Clasament final
|    | Ciclist                 | Echipă                     | Timp     |
| -- | ----------------------- | -------------------------- | -------- |
| 1  | Serghei Tvetcov (MDA)   | Tușnad Cycling Team        | 08:47:31 |
| 2  | Krasimir Vasiliev (BUL) | SK Dobrich 1905            | +2s      |
| 3  | Sergiu Cioban (MDA)     | Olimpic Team Autoconstruct | +4s      |
| 4  | Alexandru Ciocan (ROU)  | Dinamo Scorseze            | +4s      |
| 5  | Florin Saveliu (ROU)    | Bilal 2000 Constanța       | +7s      |
| 6  | Lucian Logigan (ROU)    | Mureșul Târgu Mureș        | +25s     |
| 7  | Răzvan Jugănaru (ROU)   | Dinamo Scorseze            | +27s     |
| 8  | Victor Mironov (MDA)    | Olimpic Team Autoconstruct | +30s     |
| 9  | Petar Evstatiev (BUL)   | SK Dobrich 1905            | +32s     |
| 10 | Marian Frunzeanu (ROU)  | Dinamo Scorseze            | +33s     |